# Jette van Vlerken
Jette van Vlerken (Veldhoven, 15 mei 1990) is een Nederlands voetballer die sinds 2012 speelt voor PSV/FC Eindhoven.

## Carrière
Van Vlerken voetbalde van 1996 tot 2007 bij de vereniging RKVVO. Hierna maakte ze de overstap naar Willem II om mee te gaan doen in de nieuwe Eredivisie voor Vrouwen. In vier seizoenen speelde ze 75 duels en scoorde zes doelpunten. Daarna besloot Willem II om te stoppen met vrouwenvoetbal. Daarop stapte ze over naar FC Utrecht. Na een jaar keerde ze echter weer terug naar Brabant, toen daar met PSV/FC Eindhoven een nieuw team werd opgericht.

## Statistieken
| Seizoen | Club             | Land      | Competitie          | Wed. | Goals |
| ------- | ---------------- | --------- | ------------------- | ---- | ----- |
| 2007/08 | Willem II        | Nederland | Eredivisie          | 20   | 1     |
| 2008/09 | Willem II        | Nederland | Eredivisie          | 19   | 0     |
| 2009/10 | Willem II        | Nederland | Eredivisie          | 15   | 1     |
| 2010/11 | Willem II        | Nederland | Eredivisie          | 21   | 4     |
| 2011/12 | FC Utrecht       | Nederland | Eredivisie          | 17   | 0     |
| 2012/13 | PSV/FC Eindhoven | Nederland | Women's BeNe League | 2    | 0     |

Bijgewerkt op 2 september 2012